# Physometra
Als Physometra (gr. mêtra: Gebärmutter) wird eine Gasansammlung in der Gebärmutter bezeichnet, die durch die Zersetzung körpereigener Produkte nach der Entbindung entsteht.

## Quelle
- Otto Dornblüth: Klinisches Wörterbuch, 13./14. Auflage, 1927.